# ايمانويل داهل
ايمانويل داهل (بالفرنسية: Emmanuel Dahl )‏ (و. 1973 – م) هو ممثل، وممثل دُبلاج، من فرنسا، ولد في ليون.

## وصلات خارجية
- ايمانويل داهل على موقع IMDb (الإنجليزية)